# 쿠툴라 칸
쿠툴라 칸(몽골어: ᠬᠤᠲᠤᠯ
ᠬᠠᠨ Qutula Qan, Хутула хан, 忽都剌汗) 또는 호툴라 칸(Хотула хан), 쿠툴루 칸(Хутулу хан), 1111년? ~ 1161년?)은 보르지긴 오복의 키야트 집단의 추장이자, 몽골의 3대 칸이다. 카불 칸의 다섯째 아들이며 칭기스 칸의 아버지인 예수게이의 숙부이다. 암바카이 칸의 뒤를 이었으며 예수게이가 그의 뒤를 이었다.
선대 암바가이 칸의 원한을 갚고자 타타르족을 상대로 13번 교전했으나 실패했다. 1161년 금나라와 타타르 연합군의 공격으로 카묵 몽골은 해체되고, 쿠툴라 칸은 전사했다. 그의 사후 1206년 칭기즈 칸이 몽골을 통일할 때까지 몽골은 분열상태에 놓였다.

## 생애
보르지긴 씨족으로 카이두의 후손 카불 칸의 7남 중 다섯째 아들이며, 어머니는 미상이다. 카불 칸의 넷째 아들이라는 설도 있다. 그의 둘째 형 바르탄 바하투르는 예수게이의 아버지이자 칭기즈 칸의 할아버지로, 칭기즈칸은 그의 종손자가 된다. 쿠툴라 칸의 생일과 초기 행적은 기록이 상세히 알려지지 않았다. 그가 살던 당대에 그의 이름은 호툴라로 칭해졌다. 몽골비사에 의하면 그는 카안으로 칭해진 인물이었다.
어머니는 고아 쿨룩 카툰(Гоа Кулуку хатан)은 행적이 전하지 않으며, 몽골비사, 몽골 황금사에는 이름이 전하지 않으나, 라시드 웃딘의 페르시아어 사서 집사에 이름이 전한다.
그는 대식가에 술을 좋아했다 한다. 기록에 의하면 쿠툴라는 하루에 양 한 마리를 먹고, 암말의 우유로 만든 술을 엄청나게 마셨다 한다. 목소리는 우렁찼고 완력은 곰의 발바닥에 비유되었다 한다. 그는 용감한 인물로 묘사된다. 
숙부 암바카이 칸이 타타르족의 모의로 납치, 금나라에 의해 수레에 못박혀 처형되고, 몽골 족은 오난 강 고루고나쿠 강변으로 이주하였다. 암바카이 칸의 사망 소식을 접한 몽골인들은 쿠릴타이를 열어 쿠툴라를 새로운 칸으로 선출했다. 암바가이 칸이 죽으면서 카불 칸의 일곱 아들 중 쿠툴라, 자신의 아들 카다안 타이시를 언급, 후계자 후보로 지목했다고 한다. 
몽골 부족은 오논 강변 구르구나 주부드에서 쿠릴타이를 열고 그를 칸으로 최종 선출했다. 쿠툴라는 타타르와 금나라의 연합에 대응하여 케레이트 족의 족장 토그릴 옹 칸과 동맹을 맺었다.
쿠툴라 칸은 암바카이 칸의 유언과, 암바카이 칸, 오킨 바락 형제의 납치에 대한 보복으로, 암바카이 칸의 아들 카다안 타이시와 함께 타타르 족 토벌에 출전했다. 쿠툴라 칸과 카다안은 코톤 카라크와 자리크부카 등이 이끄는 타타르족과 13회에 걸쳐 교전하였으나 성과를 얻지 못했다. 라시드 웃딘의 페르시아어 사서 집사에 의하면, 쿠툴라 칸은 13번째 타타르 족의 원정을 마치고 돌아오는 길에, 몽골족의 다른 부족인 도르벤 부족에게 매복 공격을 당해, 습지로 도주하여 진흙탕에 빠졌다가 겨우 탈출하기도 했다. 말 안장에서 뛰어내려 탈출했다고도 한다. 예수게이와 그의 친척들은 쿠툴라가 죽었다고 보았다.
습지에 빠져 말의 목까지 차오르자, 쿠툴라 칸은 안장 위에 서서 뛰어올라 진흙탕으로부터 탈출했다. 건너편에 있던 도르벤 부족 사람들은 "말을 잃은 몽골인은 무엇이 있겠는가"라며 추격을 포기했다. 도르벤 부족이 떠난 뒤 쿠툴라 칸은 발길을 돌려 자신의 말을 진흙탕에서 끌어냈으며, 도르벤인 영지를 공격하여 그들의 말들을 빼앗아 귀환했다. 쿠툴라 칸의 휘하에서 먼저 도망친 종자에 의해 쿠툴라 칸이 사망한 것으로 알려져, 예수게이 등에 의해 한때 장례식이 준비되기도 했다. 쿠툴라가 귀환했을 때 그의 부족은 그의 장례식을 진행하고 있었다.
1161년 금나라는 타타르와 연합하여 카묵 몽골을 침략, 금-타타르 연합군은 몽골 족을 완전히 격파하고, 카묵 몽골을 파괴하였다. 예수게이가 그의 장례식을 준비했다는 것으로 보아 그해 살해되었으나, 정확한 사망일자는 전하지 않는다. 어떤 이유에서였는지 쿠툴라의 세 아들, 그 외에도 다른 보르지긴씨족 중에 차기 카안을 선출하지 못하고 계속 분열상태에 놓이게 된다.

### 사후
그는 후계자를 지명하지 못했고 금나라, 타타르족 연합군에게 초토화된 몽골은 이후 분열, 한동안 칸을 선출하지 못했다. 쿠툴라 칸의 사후 몽골 지역의 보르지긴 씨족은 분열, 키야토 가문과 타이치우트 가문으로 나뉘어 키야트 가문은 예수게이 비아토르가, 타이치우트 가문은 타르구타이 키리투도크(암바카이 칸의 손자)가 차지하였다. 
그에게는 주치(칭기즈칸의 장남 주치와는 동명이인, 예수게이의 아들 주치 카사르와도 동명이인)와 알탄이라는 아들이 있었다. 몽골비사에 따르면 알탄은 아버지의 뒤를 계승하라는 주변의 권고를 물리치고, 칭기즈칸에게 귀부하였다 한다.

## 같이 보기
- 칭기즈 칸 가계도
- 카묵 몽골